# Renée de la Torre
Ángela Renée de la Torre Castellanos (Guadalajara (México), 1962) es Doctora en Ciencias Sociales con especialidad en Antropología Social y profesora Investigadora del CIESAS, unidad Occidente, desde el año 1993. Es miembro del Sistema Nacional de Investigadores (México), nivel III y Miembro de la Academia Mexicana de Ciencias. En 1999 fue investigadora invitada en el Centre of Latin American Studies, University of Cambridge, y en 2004 en el Institute des Hautes Etudes de l’Amérique Latine de la Sorbonne Nouvelle Paris III. Es Cofundadora de la Red de Investigadores del Fenómeno Religioso en México (RIFREM).
Sus distintas investigaciones tienen como interés central el estudio y comprensión de las culturas e identidades urbanas contemporáneas, con especial énfasis en el estudio de las transformaciones en las creencias y prácticas religiosas.

## Trayectoria y Publicaciones
Estudió la Licenciatura y la maestría en Comunicación en el Instituto Tecnológico y de Estudios Superiores de Occidente y el Doctorado en Ciencias Sociales con especialidad en Antropología Social en el Centro de Investigación y Estudios Superiores en Antropología Social (CIESAS) sede Occidente y la Universidad de Guadalajara.
Su tesis de Maestría, titulada "Discurso, identidad y poder en La Luz del Mundo" obtuvo el primer lugar del Premio Nacional de trabajos recepcionales escritos en Comunicación, Otorgado por el Consejo Nacional para la Enseñanza e Investigación de las Ciencias de la Comunicación (CONEICC). Este texto se publicó con el nombre de  Los hijos de La luz. Discurso, identidad y poder en La Luz del Mundo, obteniendo también el premio Casa Chata por este manuscrito.
Su trabajo Doctoral La Ecclesia Nostra: el catolicismo desde la perspectiva de los Laicos: El caso de Guadalajara fue galardonado con el premio Casa Chata en el año 1998 para ser posteriormente publicado en coedición entre CIESAS y Fondo de Cultura Económica en el año 2006.
En 2011 publicó el libro Religiosidades nómadas. Creencias y prácticas heterodoxas en Guadalajara (México: CIESAS). en el cual hace un análisis sobre prácticas de religiosidad popular que desregulan el campo religioso al surgir en los límites de la formalización y la heterodoxia.
Junto con Cintia Castro y Cristina Gutiérrez publicó el estudio Una ciudad donde habitan muchos dioses. Cartografía religiosa de Guadalajara, (El Colegio de Jalisco/CIESAS/2011).
En 2018 publicó con Cristina Gutiérrez Zúñiga una investigación que comenzó en 2008 acerca de la danza conchera, sus manifestaciones y particularidades en el libro Mismos pasos y nuevos caminos. Transnacionalización de la danza canchero azteca (El Colegio de Jalisco/CIESAS)
De manera conjunta han coordinado las siguientes publicaciones:
- Atlas de la diversidad religiosa en México.México, 2007, CIESAS/SEGOB/COLMICH/COLJAL/COLEF/UQROO.
- Raíces en movimiento. Prácticas religiosas tradicionales en contextos translocales, México, 2008, El Colegio de Jalisco, CEMCA, IRD, CIESAS, ITESO.

Entre sus proyectos colectivos se encuentran:
- Transnacionalización y relocalización de las religiones indo- y afroamericanas, Las religiones amerindias y sus interacciones con las redes New Age
- Distribución territorial de los centros no católicos en la zona metropolitana de Guadalajara
- Transformaciones culturales y religiosidad popular Católica en Guadalajara
- Perfiles y Tendencias Del Cambio Religioso En México 1950-2000

De la mano con un grupo de colegas a nivel nacional, ha impulsado la investigación sobre las prácticas y creencias religiosas contemporáneas desde la RIFREM.